# FMA I.Ae. 30
Die FMA I.Ae. 30 Ñancú war ein Jagdflugzeug des argentinischen Herstellers Fábrica Argentina de Aviones.

## Geschichte
Die I.Ae. 30 wurde von einem Entwicklungsteam des Instituto Aerotécnico unter der Leitung des italienischen Luftfahrtingenieurs Cesare Pallavicino entwickelt. Die Anforderung war, einen schnellen Begleitjäger mit großer Reichweite, ähnlich der de Havilland DH.103 Hornet zu entwickeln, um die Avro-Lincoln-Bomber der Fuerza Aérea Argentina zu begleiten. Drei Prototypen wurden in Auftrag geben. Ausgiebige Tests des ersten Prototyps zeigten herausragende Leistungsdaten, trotzdem wurde die Entwicklung zugunsten der FMA I.Ae. 27 Pulqui I abgebrochen. Die beiden in Bau befindlichen Prototypen wurden noch in der Fabrik verschrottet.

## Konstruktion
Die Maschine verfügte über ein geschlossenes Cockpit und war vollständig aus Metall gefertigt. Sie wurde von zwei Rolls-Royce Merlin 604 mit je 1.342 kW angetrieben. Die Ñancú war als Tiefdecker ausgelegt und besaß ein konventionelles Leitwerk sowie ein einziehbares Spornradfahrwerk.

## Technische Daten
| Kenngröße             | Daten |
| --------------------- | --- |
| Besatzung             | 1 |
| Länge                 | 11,52 m |
| Spannweite            | 15 m |
| Höhe                  | 5,16 m |
| Flügelfläche          | 35,32 m² |
| Flügelstreckung       | 6,4 |
| Leermasse             | 6.208 kg |
| max. Startmasse       | 7.600 kg |
| Reisegeschwindigkeit  | 500 km/h |
| Höchstgeschwindigkeit | 740 km/h |
| Dienstgipfelhöhe      | 8.000 m |
| Reichweite            | 2.700 km |
| Triebwerke            | 2 × Rolls-Royce Merlin 604 V-12 Kolbenmotor mit je 1.342 kW                                                                                                   |
| Bewaffnung (geplant)  | 4 × 20 mm Oerlikon-Maschinenkanonen oder 4 × 20 mm Hispano-Suiza-Maschinenkanonen und eine 250-kg-Bombe unter dem Rumpf sowie pro Tragflächen 5 83-mm-Raketen |